# Dysphania transducta
Dysphania transducta là một loài bướm đêm trong họ Geometridae.